# Vera Brittain

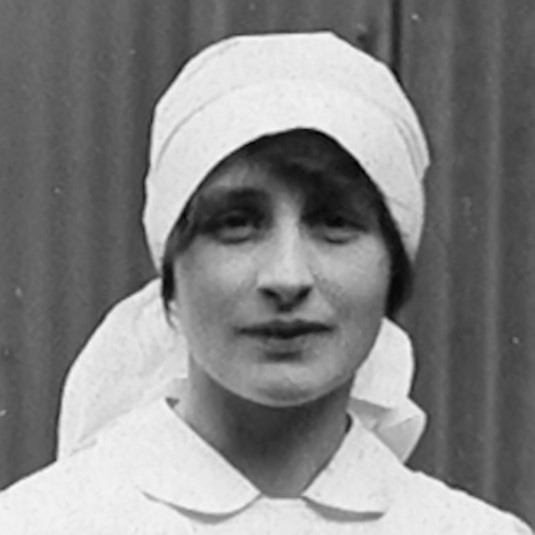
Vera Brittain strax efter första världskriget.

Vera Mary Brittain, född 29 december 1893 i Newcastle-under-Lyme i England, död 29 mars 1970 i Wimbledon i London, var en brittisk författare.
Vera Brittain var sjuksköterska under första världskriget, erfarenheterna härifrån förvandlade henne från en hängiven patriot till pacifist. Efter krigsslutet återupptog hon 1919 sina studier i Oxford, där hon lärde känna Winifred Holtby. De kom sedan att dela bostad i London, och Holtby fortsatte bo i hushållet även efter Brittains giftermål. Åren 1921–1925 gjorde hon långa resor genom Europa. 1925 gifte hon sig med statsvetaren George Catlin och företog senare en rad föreläsningsturnéer i USA och Europa.
Hon var frilansjournalist i London och skrev 25 böcker.
Bland hennes verk märks diktsamlingen Poems of the War and After (1934), romanerna The Dark Tide (1923), Not Without Honour (1924), Honourable Estate (1936) och Account Rendered (1944), de självbiografiska och samtidsskildrande Testament of Youth (1933), Thrice a Stranger (1938), Testament of Friendship (1940), England's Hour (1941) och Humiliation With Honour (1942) samt de pacifistiska programskrifterna Women's Work in Modern England (1928) och Halcoyn: or, the Future of Monogamy (1929).
Testament of Youth, hennes skildring av första världskriget ur kvinnligt perspektiv, återupptäcktes av 1970-talets feminister.
Boken Testament of Friendship handlade om Winifred Holtby.